# 佐藤綾
佐藤 綾（さとう あや、1974年10月29日 - ）は、日本の女優。大阪府出身。自由の森学園卒。身長158cm、B83-W58-H84、体重44kg、靴のサイズは22.5cm（2007年10月時点）。血液型はO型。趣味:アクセサリー作り、料理。特技:中国舞踊、着付け。

## 来歴・人物
- 関西芸術座の出身で、1994年に『くろしおの恋人たち』でドラマデビューする。2006年からは所属事務所をクリオネに移した。女優以外にもナレーターとしての活動も多い。

## 出演

### テレビドラマ
- くろしおの恋人たち（1994年、NHK） - トモコ 役
- 龍-RON-（1995年、NHK大阪放送局）
- ふたりっ子（1996年、NHK）
- 車いすの金メダル（1998年、MBS）
- 大岡越前 第15部 第7話（1998年10月12日、TBS / C.A.L）
- 南町奉行事件帖 怒れ!求馬II 第5話（1999年、TBS）
- 新・部長刑事 アーバンポリス24 第58話『かくれんぼ』（2000年7月29日、朝日放送） - 幸子 役
- 料理少年Kタロー 第6話（2001年、NHK教育テレビ）
- 陰陽師☆安倍晴明〜王都妖奇譚〜（2002年7月、フジテレビ） - 雪野 役
- 大奥（2003年、フジテレビ） - 鷹司信子 役
- 水戸黄門 第33部 第9話（2004年、TBS） - おみち 役
- 火曜サスペンス劇場 屋形船の女3（2004年、日本テレビ）
- 金曜エンタテイメント 山村美紗サスペンス 雨月物語殺人事件（2004年、フジテレビ）
- 土曜ワイド劇場 走る!国選弁護人（2004年、テレビ朝日）
- 出雲の阿国（2006年1月 - 2月、NHK） - お寧 役
- BOYSエステ 第7話（2007年、テレビ東京） - 山本花子 役
- 安宅家の人々（2008年、東海テレビ）
- モンスターペアレント 第1話（2008年、フジテレビ）　-　重松郁子　役
- 絶対零度 〜未解決事件特命捜査〜 第7話（2010年5月25日、フジテレビ） - 真野恵里 役
- FACE MAKER 第6話（2010年11月11日、読売テレビ）

### テレビ番組
- 京都骨董通信（1999年、京都チャンネル）全13回 - アシスタント

### ラジオ
- ドラマ『エンジェルス・トランペット』（2002年、MBSラジオ） - 花音 役

### 映画
- サイレントコール（2002年、監督:白鳥哲）

### 舞台
- 近松劇場パート20 FINAL「夢のひと」（2006年、メイシアター） - 浪花貴子 役
- 音楽劇・モダン出世双六「天国を見た男」（2006年、東京芸術劇場　他）

### Webムービー
- 「未来をつくる大学」イメージング学部 井上研究員と臨場感な仲間たち（セイコーエプソン）

### CM
- JR西日本 のぞみ（2004年）
- GROP（2007年）
- 小林製薬 野菜鮮度保持キムコ 「キムコ野菜がシャキッ!編」（2007年）
- Kracie 甘栗むいちゃいました（2009年）

## 出版物

### DVD
- 市田ひろみのひとりで簡単!着付けと帯結び（2006年、PHP研究所）